# Джанні Родарі
Джа́нні Рода́рі (італ. Gianni Rodari; 23 жовтня 1920, Оменья, Королівство Італія — 14 квітня 1980, Рим) — італійський письменник, журналіст. Найбільше визнання отримав завдяки казкам і книжкам для дітей. Твори Джанні Родарі перекладені багатьма мовами світу.

## Життєпис
Джанні Франческо Родарі народився в містечку Оменья (Північна Італія) у родині пекаря. Його батько помер, коли Родарі було лише десять років. Родарі і його два брати, Чезаре і Маріо виховувалися матір'ю в її рідному селі у провінції Варезе. Після закінчення школи Джанні вступив до семінарії, провчився там три роки і здобув диплом учителя. У віці сімнадцяти років він уже почав викладати в початкових класах у селах його провінції. Ще хлопцем Родарі цікавився музикою (вчився грати на скрипці) і також цікавився літературою — читав твори Ніцше, Шопенгауера, Леніна і Троцького, які вплинули на його світогляд. 1939 року Родарі вступив на навчання до Міланського університету.

Джанні Родарі у молоді роки.

Під час Другої світової війни Родарі був звільнений від призову до армії з причини його поганого здоров'я. Перебуваючи у скрутному фінансовому становищі, він почав працювати в одному з відділень фашистської партії і згодом був змушений вступити до цієї партії. Тяжко сприйнявши втрату двох своїх найкращих друзів і свого улюбленого брата Чезаре в нацистському концтаборі Джанні Родарі в 1944 році вийшов із фашистської партії і приєднався до італійської компартії, де почав брати участь в італійському русі опору.
1948 року Родарі почав працювати журналістом у виданні італійської компартії «Уніта» (італ. L’Unità) і водночас розпочав писати оповідання для дітей. 1950 року він був призначений редактором нового італійського щотижневого дитячого журналу «Піонер» (італ. Il Pioniere). 1951 року Родарі опублікував свої перші твори: «Книжка веселих віршів» і «Пригоди Цибуліно».
У 1952 році він уперше відвідав СРСР, де згодом бував доволі часто. 1953 року одружився з Марією Терезією Феретті, яка чотири роки потому народила дочку Паолу. У 1957 році, після офіційного іспиту, Родарі був визнаний професійним журналістом.
У 1966—1969 роках Родарі працював над спільними проєктами з дітьми. 1970 року за внесок до дитячої літератури був нагороджений Премією Ганса Хрістіана Андерсена, що зробило його одним з найвідоміших італійських дитячих письменників. Його твори почали перекладати на багато мов світу.
1979 року, після чергової подорожі до СРСР, його здоров'я значно погіршилося і він припинив писати. У 1980 році в Римі, під час операції, Джанні Родарі помер.